# Felice Carena

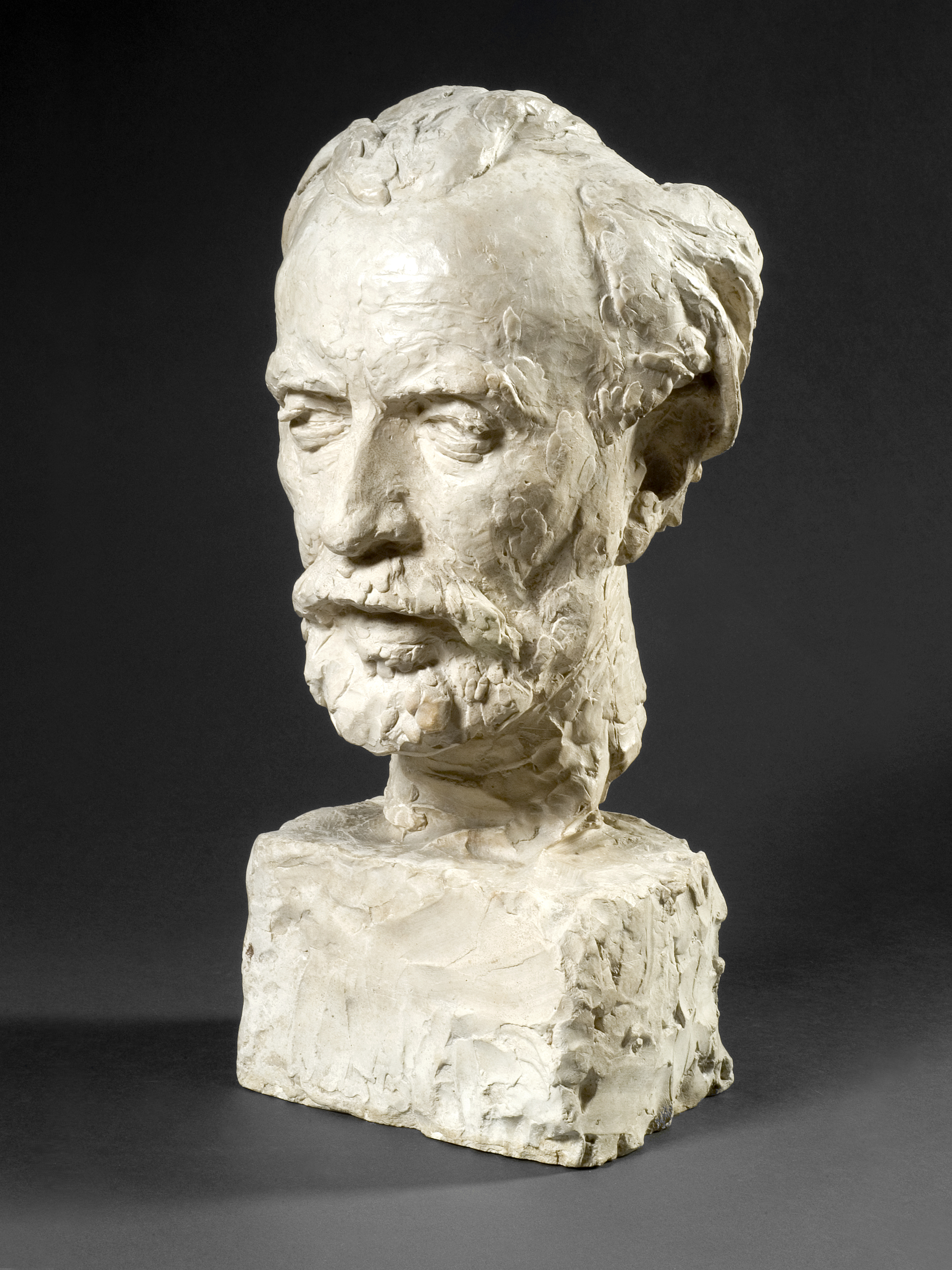
Retrato de Felice Carena, por Giuseppe Graziosi, 1932.

Felice Carena (Cumiana, 1879 —  Veneza, 1966) foi um artista plástico italiano. De 1925 até 1945 eninou e foi subseqüentemente diretor da Academia de Belas Artes de Florença. Estudou na Accademia Albertina de Turim e ferquentou personalitades do Simbolismo como os poetas Arturo Graff e Giovanni Cena.
Em 1906  mudou-se para Roma e, em 1912, apresentou  na Bienal de Veneza o seus trabalhos do periodo simbolista.
A partir desse momento (1913 - 1915) abriu-se à la à influência da pintura francesa de Cézanne e Matisse que renovou profondamente a sua linguagem pictòrica.
Em 1922 abriu em Roma uma escola de arte frequentada por imporantes pintores, como Fausto Pirandello e Luigi Caporossi e no mesmo ano paricipuo na Bienal de Veneza. Algunos anos mais tarde (1933) obteve a nomenaçao de Accademico d’Italia.
Em 1945 mudou-se para Veneza, onde trabalhou para o resto de sua vida.